# Carlos Reyté
Carlos Reyté (* 12. Januar 1956) ist ein ehemaliger kubanischer Sprinter, der sich auf den 400-Meter-Lauf spezialisiert hatte.
Bei den Zentralamerika- und Karibikspielen 1982 gewann er Bronze. 1983 wurde er bei den Panamerikanischen Spielen in Caracas Fünfter über 400 m und holte Bronze in der 4-mal-100-Meter-Staffel.
Bei den Leichtathletik-Hallenweltspielen 1985 in Paris erreichte er das Halbfinale.
Seine persönliche Bestzeit von 45,50 s stellte er am 30. März 1985 in Havanna auf.